# Меглюмина акридонацетат
Меглюмина акридонацетат (торговое название Циклоферон) — российское лекарственное средство с недоказанной эффективностью, относится к иммуномодуляторам (низкомолекулярный индуктор синтеза интерферона), производное акридонуксусной кислоты.
Препарат зарегистрирован только[уточнить] в России, где отнесен к АТХ L03AX. В международной классификации ATC отсутствует, отсутствует в рекомендациях ВОЗ, Формулярный комитет при Президиуме РАМН (ныне входит в РАН) также не рекомендует Циклоферон.
Меглюмина акридонацетат входит в российский список жизненно необходимых и важнейших лекарственных средств (ЖНВЛП) в раздел 51 (Иммунотропные ЛС).
Циклоферон разработан и выпускается петербургской фармацевтической компанией «Полисан».
Крупные рандомизированные клинические испытания, которые могли бы доказать эффективность меглюмина акридонацетата, не проводились.

## История
Меглюмина акридонацетат был разработан группой сотрудников Ленинградского ВНИИ антибиотиков и ферментов. В начале 1990-х пятеро разработчиков искали предпринимателя, который возьмётся за выпуск препарата. На седьмой попытке они встретились с Александром Борисовым, который в то время занимался деревообработкой, металлообработкой и шитьем одежды. Учёные заинтересовали предпринимателя, и он создал фирму «Полисан» совместно с разработчиками препарата.
Первые 4 года после создания «Полисан» терпел убытки, в этот период циклоферон проходил регистрационные процедуры, клинические испытания и был внедрен в ветеринарную практику.
В 1995 году циклоферон поступил в продажу. Через год, в 1996 году, вложения окупились.
Первые несколько лет у «Полисана» не было собственного производства, менеджеры размещали заказы на сторонних предприятиях.
В 2000 году, по оценке исследовательского агентства Remedium, циклоферон составил 40% объема продаж препаратов группы «иммуномодуляторы».
«Полисан» достиг коммерческого успеха не только потому, что циклоферон был первым иммуномодулятором, выведенным на массовый рынок, но и потому, что он сформировал в России рынок иммуномодуляторов.
К 2005 году «Полисан» построил собственный завод, соответствующий международным стандартам Надлежащей производственной практики (GMP), с тех пор циклоферон выпускается на нём.
В 2007 году циклоферон экспортировался в Лаос и Камбоджу, и производитель планировал экспорт в другие страны Юго-Восточной Азии. Препятствием для экспорта циклоферона в Германию стало то, что в Европе не доверяют результатам российских испытаний препарата (производитель пытался выйти на рынок Германии в 1999 году).

## Фармакологические свойства

### Механизм действия
По словам Алексея Коваленко, директора по науке фирмы «Полисан», под воздействием циклоферона организм активнее вырабатывает интерферон, чем без него.

## Эффективность и безопасность
Препарат исследовался в ряде клинических испытаний. Среди всех клинических испытаний нет ни одного крупного рандомизированного клинического исследования (РКИ с достаточно большим числом пациентов), которое доказало бы его эффективность. Препарат не входит в перечни рекомендуемых лекарств и клинические рекомендации ни ВОЗ, ни Формулярного Комитета при Президиуме РАМН.

## Применение
Директор по науке фирмы-производителя Алексей Коваленко сообщил, что меглюмина акридонацетат предназначен для использования в комплексной терапии как препарат второго плана для «взбадривания» иммунитета при лечении многих инфекционных заболеваний.
Производитель позиционирует препарат для применения только в комплексной терапии.
- У взрослых в комплексной терапии:

1. гриппа и острых респираторных заболеваний;
2. герпетической инфекции.

- У детей возрастом не менее 4 лет в комплексной терапии:

1. гриппа и острых респираторных заболеваний;
2. Герпетической инфекции.

## Противопоказания
1. Цирроз печени в стадии декомпенсации;
2. Детский возраст до 4 лет;
3. Беременность;
4. Период лактации (грудного вскармливания);
5. Повышенная чувствительность к компонентам препарата.

При заболеваниях щитовидной железы применение Циклоферона следует проводить под контролем эндокринолога.

## Документы
- Реестровая запись ЛСР-008313/08 : Меглумина акридонацетат // Государственный реестр лекарственных средств. — Минздрав РФ, 2008. — 21 октября.
- Регистрационное удостоверение ЛП-№(001046)-(РГ-RU) : Циклоферон® // Государственный реестр лекарственных средств. — Минздрав РФ, 2022. — 19 июля.
- Листок-вкладыш — информация для пациента : Циклоферон®, 125 мг/мл, раствор для внутривенного и внутримышечного введения : ЛП-001046; Минздрав России 19-07-22 согласовано. : [арх. 12 октября 2022] / ООО «Полисан». — Министерство здравоохранения Российской Федерации, 2022. — 19 июля. — 7 с.